# Lea Schüller
Lea Schüller (Tönisvorst, Alemania; 12 de noviembre de 1997) es una futbolista alemana. Juega como delantera y su equipo actual es el Bayern de Múnich de la Bundesliga de Alemania.

## Clubes
| Club             | País     | Año             |
| ---------------- | -------- | --------------- |
| SC Friburgo      | Alemania | 2013 - 2020     |
| Bayern de Múnich | Alemania | 2020 - presente |

## Palmarés

### Títulos nacionales
| Título                         | Club             | País     | Año     |
| ------------------------------ | ---------------- | -------- | ------- |
| Bundesliga Femenino            | Bayern de Múnich | Alemania | 2020-21 |
| Bundesliga Femenino            | Bayern de Múnich | Alemania | 2022-23 |
| Bundesliga Femenino            | Bayern de Múnich | Alemania | 2023-24 |
| Supercopa de Alemania Femenino | Bayern de Múnich | Alemania | 2024-25 |
| Bundesliga Femenino            | Bayern de Múnich | Alemania | 2024-25 |
| DFB-Pokal Femenino             | Bayern de Múnich | Alemania | 2024-25 |

### Individual
| Distinción                                     | Año     |
| ---------------------------------------------- | ------- |
| Jugadora nacional femenina del año de Alemania | 2021    |
| Máxima goleadora de la Bundesliga Femenino     | 2021-22 |
| Futbolista del Año (Alemania)                  | 2022    |
| Silbernes Lorbeerblatt                         | 2024    |